# Поясник, Олег Николаевич
Олег Николаевич Поясник (26 февраля 1923, Кролевец — 23 сентября 1987, Ленинград, СССР) — советский хозяйственный и политический деятель.

## Биография
Родился в 1923 году в Кролевце. Член КПСС.
Участник Великой Отечественной войны: красноармеец-стрелок 264-го отдельного пулемётно-артиллерийского дивизиона, матрос крейсера «Мурманск» эскадры Северного флота, старшина 1-й статьи Награждён орденом Отечественной войны I степени, медалями Ушакова, «За оборону Кавказа», «За оборону Советского Заполярья», значком «Отличник ВМФ».
Окончил Ленинградский кораблестроительный институт (1953).
В 1965—1969 гг. — секретарь парткома Кировского завода.
В 1969—1972 гг. — председатель Кировского райисполкома города Ленинграда.
В 1972—1975 гг. — начальник насосного и турбинного производств Кировского завода.
В 1975—1976 гг. — генеральный директор производственного объединения «Кировский завод».
В 1976—1984 гг. — главный инженер, технический директор производственного объединения «Кировский завод».
Делегат XXIII съезда КПСС.
Лауреат двух Государственных премий СССР (1976, 1984; обе — закрытыми Указами).
Умер в 1987 году в Ленинграде.